# لاري دبليو. ايسبوسيتو
لاري دبليو. ايسبوسيتو (بالإنجليزية: Larry W. Esposito) هو عالم فلك أمريكي، ولد في 15 أبريل 1951.